# Concerto de Ano Novo de Viena
O Concerto de Ano Novo, realizado pela Filarmônica de Viena (em alemão Das Neujahrskonzert der Wiener Philharmoniker) é um concerto de música clássica que é realizado em todos os anos no dia 1 de Janeiro, na sala grande do Musikverein em Viena, na Áustria. O concerto é televisionado e assistido por milhões de pessoas em mais de cinquenta países.

## Música e Local
O concerto inclui peças da família Strauss (Johann Strauss I, Johann Strauss II, Josef Strauss e Eduard Strauss), mas aconteceram ocasiões de serem interpretadas peças de outros compositores austríacos, como Joseph Hellmesberger, Joseph Lanner, Wolfgang Amadeus Mozart, Carl Otto Nicolai, Emil von Reznicek, Franz Schubert, Franz von Suppé, Karl Michael Ziehrer e Josef Haydn. Em 2009, foi a primeira vez que uma obra de Joseph Haydn foi tocada (o quarto movimento da Sinfonia Nº45, tocada para celebrar o segundo centenário da morte de Haydn).
Normalmente são tocadas doze peças, com uma duração de aproximadamente duas horas, com uma pausa de trinta minutos. O concerto tem polkas, valsas e marchas. O concerto acaba tradicionalmente com três encores. O primeiro é normalmente uma polka rápida (música tradicional austríaca), a segunda é a famosa valsa, o Danúbio Azul, de Johann Strauss II, em que, também segundo a tradição, os primeiros acordes são interrompidos com aplausos de reconhecimento da audiência, após o que o maestro e a orquestra endereçam, coletivamente, ao público os seus votos de Feliz Ano Novo. Segue-se então a interpretação do Danúbio Azul, após isso, o concerto encerra com a Marcha Radetzky. Durante a execução desta composição alegre e festiva, a audiência é convidada, pelo maestro, a participar, aplaudindo ao ritmo indicado pelo maestro, que se vira ao público.
Os concertos de Ano Novo são realizados no Salão Maior (em alemão Großer Saal) do Musikverein desde 1939. A partir de 1980, as flores que decoram profusamente a sala são ofertas da cidade de Sanremo, na Itália. Durante o concerto, algumas peças são acompanhadas por ballet, com a participação ao vivo ou gravada em diversos monumentos famosos da Áustria (Palácio de Schönbrunn, Schloss Esterházy, a Ópera Estatal de Viena, por exemplo) e partes do Musikverein, por dançarinos do Ballet da Ópera Estatal de Viena.

## História
O concerto de Ano Novo da Filarmônica de Viena realizou-se pela primeira vez em 1939, dirigido pelo maestro Clemens Krauss. Nesse ano, no que foi a primeira e última vez, o concerto realizou-se no dia 31 de Dezembro. Do seu programa apenas constaram obras de Johann Strauss II. O programa do primeiro concerto era o seguinte:
- "Morgenblätter", Op. 279
- "Annen-Polka", Op. 117
- Csárdás da ópera Ritter Pázmán
- "Kaiser-Walzer", Op. 437
- "Leichtes Blut", Polka schnell, Op. 319
- "Ägyptischer Marsch", Op. 335
- "G'schichten aus dem Wienerwald", Walzer, Op. 325
- "Pizzicato-Polka"
- "Perpetuum mobile", ein musikalischer Scherz, Op. 257
- Ouverture da operetta Die Fledermaus

Nesse primeiro ano não houve "encores", sendo o programa totalmente livre. A partir de 1941, os concertos passaram a ser regulares, e efectuados em todos os 1ºs dias de cada ano, com direito a transmissão radiofónica mundial. A tradição dos "encores" finais como programa extra iniciou-se com o Danúbio Azul, que foi apresentado pela primeira vez neste Concerto em 1945, e só como encore. Em 1946, interpretar-se-ia pela primeira vez a Marcha Radetzky, também como "encore". As duas peças fariam frequentemente parte do programa, mas só a partir de 1958 seria estabelecida permanentemente a tradição de encerrar o concerto com estas duas peças, instaladas obrigatoriamente nos programas como "encore" de programa extra.
A partir deste ano a tradição só foi quebrada raríssimas vezes, nomeadamente em 1967, com o maestro Willi Boskovsky, que incluiu o Danúbio Azul no programa principal do concerto, e em 2005, quando Lorin Maazel terminou com o Danúbio Azul, recusando-se a executar a Marcha Radetzky, em sinal de respeito com as vítimas do Terramoto do Índico de 2004.
O Concerto de Ano Novo de 2021 foi o primeiro realizado sem público presente, devido às restrições impostas em Viena, devido à Pandemia COVID-19, mas apesar disso, a Filarmónica de Viena insistiu na realização do concerto, para transmitir ao público a mensagem de paz e tranquilidade que o momento mais necessita.

## Maestros
O primeiro condutor de todos os concertos foi Clemens Krauss, que foi o director dos Concertos entre 1941 e 1945, e entre 1948 a 1954, cedendo o lugar a Josef Krips em 1946 e 1947, e sucedendo-se em 1955 o violinista Will Boskovsky, director musical da orquestra de 1936 a 1979, dirigiu a orquestra nos concertos de Ano Novo até 1979. Em 1980, Lorin Maazel tornou-se o primeiro maestro não austríaco num concerto de Ano Novo, tendo-o feito também nos 7 anos seguintes. A partir de 1987 institui-se a tradição de convidar anualmente um maestro reputado, seleccionado por votação entre os membros da orquestra, para dirigir o concerto de Ano Novo. O primeiro deste ciclo foi o consagrado Herbert von Karajan, mas muitos pensam que a tradição de rotação de maestros foi pensada como forma de homenagear o velho maestro austríaco.
| Maestro              | Anos                                     |
| -------------------- | ---------------------------------------- |
| Clemens Krauss       | 1939, 1941–1945, 1948–1954               |
| Josef Krips          | 1946–1947                                |
| Willi Boskovsky      | 1955–1979                                |
| Lorin Maazel         | 1980–1986, 1994, 1996, 1999, 2005        |
| Herbert von Karajan  | 1987                                     |
| Claudio Abbado       | 1988, 1991                               |
| Carlos Kleiber       | 1989, 1992                               |
| Zubin Mehta          | 1990, 1995, 1998, 2007, 2015             |
| Riccardo Muti        | 1993, 1997, 2000, 2004, 2018, 2021, 2025 |
| Nikolaus Harnoncourt | 2001, 2003                               |
| Seiji Ozawa          | 2002                                     |
| Mariss Jansons       | 2006, 2012, 2016                         |
| Georges Prêtre       | 2008, 2010                               |
| Daniel Barenboim     | 2009, 2014, 2022                         |
| Franz Welser-Möst    | 2011, 2013, 2023                         |
| Gustavo Dudamel      | 2017                                     |
| Christian Thielemann | 2019, 2024                               |
| Andris Nelsons       | 2020                                     |

## Audiência
O concerto é muito popular em toda a Europa e, mais recentemente, em todo o mundo. A procura de bilhetes é tanta que é necessário efectuar um pré-registo com um ano de antecedência que possibilita a participação no sorteio dos bilhetes não reservados para o concerto do ano seguinte. Muitos bilhetes estão pré-reservados para algumas famílias austríacas, sendo herdados de geração em geração.
O concerto é transmitido pela televisão desde 1991, com direcção de Brian Large, através da rede da Eurovisão.

## Gravações
A Decca Records disponibilizou comercialmente os primeiros LPs de gravações do concerto a partir de 1979 (a sua primeira edição de LPs digitais), celebrando o 25º aniversário dos concertos, nesse ano com direcção de orquestra de Willi Boskovsky.
| Editora                  | Anos                                  |
| ------------------------ | ------------------------------------- |
| Decca Records            | 1979, 2008–2011                       |
| Deutsche Grammophon      | 1980–1988, 1991, 2003–2007            |
| Sony Classical Records   | 1989–1990, 1992, 1994–1995, 2012–2021 |
| Philips Classics Records | 1993, 2002                            |
| BMG                      | 1996, 1998–1999                       |
| EMI                      | 1997, 2000                            |
| Teldec                   | 2001                                  |

### Gravações
- Website da "Filarmónica de Viena"
- Deutsche Grammophon[ligação inativa]
- SonyBMG